# Yamakasi – Die Samurai der Moderne
Yamakasi  – Die Samurai der Moderne ist ein Spielfilm von Regisseur Ariel Zeitoun, gedreht im Jahr 2001 in Frankreich. Aus der Sicht einer Gruppe von Extremsportlern übt er Kritik am französischen Sozialsystem, an ghettoartigen Wohnverhältnissen und an einer restriktiven Migrationspolitik.

## Handlung
Der Film dreht sich um sieben "Yamakasi", die einem neuen Straßensport (vgl. Parkour) nachgehen. Leichtfüßig, geschmeidig und blitzschnell springen sie von einem Gebäude zum anderen, gleiten die Wände entlang und fürchten keine Gefahren. Die Jugendlichen aus der Umgebung bewundern die Yamakasi und versuchen sie nachzuahmen. Eines Tages kommt es dabei zu einem Unfall, als der kleine Djamel vom Baum stürzt. Wegen eines Herzproblems ist Eile geboten. Er muss innerhalb eines Tages operiert werden, aber für die Herztransplantation werden 400.000 Francs benötigt. Die Yamakasi fühlen sich für den Unfall verantwortlich und wollen Djamel helfen. Beim Versuch, das nötige Geld zu besorgen, verletzen sie erstmals das Gesetz und setzen ihr Leben aufs Spiel. Sie teilen sich in Gruppen auf und verüben Einbrüche, um an das benötigte Geld für die Operation zu kommen. Die Opfer ihrer Einbrüche sind jedoch nicht willkürlich gewählt, sondern die sieben Vorstandsmitglieder des Krankenhauses, in dem Djamel behandelt wird. Doch bei den Einbrüchen läuft einiges schief, und nur ein befreundeter Polizist kann ihnen helfen.

## Kritik
„Actionfilm mit vielen Klischees, Schwarz-Weiß-Malerei und oberflächlich gezeichneten Charakteren. Dennoch gelingen Aufnahmen, die den Reiz des Abenteuers spürbar machen; der Rap-Score lässt das Lebensgefühl der Jugendlichen erahnen.“

„‚Die glorreichen Sieben‘ als moderne Actionfabel, mit sensationeller Kletterakrobatik hoch über den Dächern von Paris. Cool! Fazit: Der virtuose Film zum hippen Parkour-Sport“

## Fortsetzung
2004 wurde unter dem Titel Die Samurai der Moderne - Die dunkle Seite eine Fortsetzung gedreht.